# Генетическая история Европы

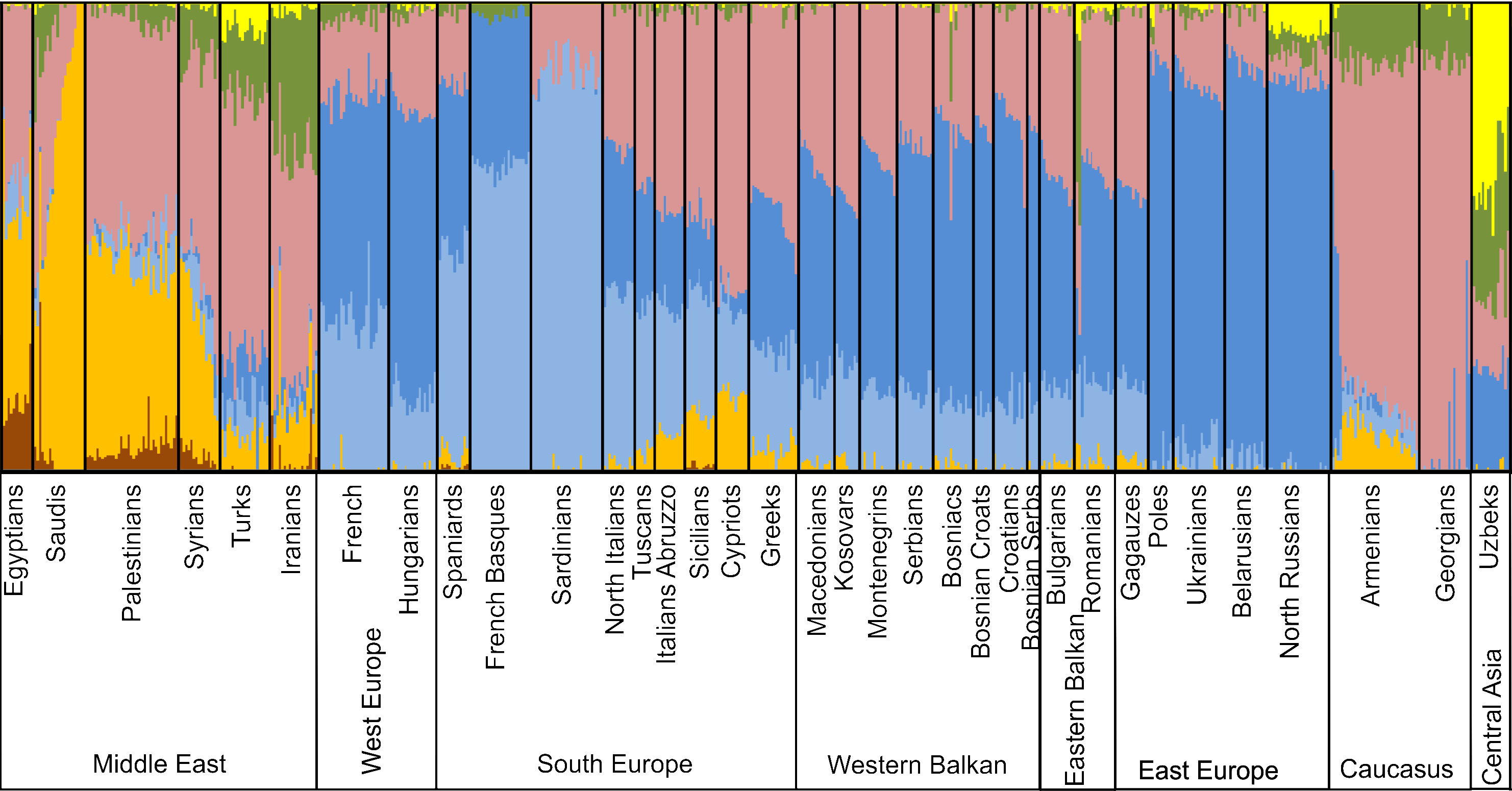
Примесь в современных западно-евразийских популяциях по семи компонентам

Одним из первых специалистов по генетической истории Европы стал Кавалли-Сфорца. На основании генетических данных его команда исследовала расхождение между популяциями. В соответствии с подходом Кавалли-Сфорца все неафриканцы имеют больше генетического сходства между собой, чем с африканцами. Заселение Европы после таяния ледника происходило преимущественно из центральной Азии. Предки европейцев и китайцев, по расчетам, имели общий генофонд до 20—10 тыс. л. н. Кроме того, новейшие данные демонстрируют родство индейцев и европейцев. Также генетики обнаружили среди мезолитического населения Европы останки людей, имеющих темную пигментацию кожи.
В марте 2015 года в журнале Nature была опубликована статья с результатами работы международной группы ученых, одним из координаторов которой был Дэвид Райх. Эта группа провела большое полногеномное исследование древней ДНК европейцев и сделала вывод о волне миграции в центральную Европу из степей Восточной Европы примерно 4500 лет назад. Авторы связывают эту миграцию с представителями ямной культуры и подчеркивают, что генетические данные хорошо согласуются со степной (курганной) гипотезой о появлении в Европе индоевропейских языков.

## Митохондриальная ДНК
В ДНК древних жителей Европы до наступления последнего ледникового периода выявлены митохондриальные гаплогруппы М, U5, R и ряда других гаплогрупп. Образец Oase 1 (40 тыс. л. н.) из пещеры Пештера-ку-Оасе был обладателем митохондриальной гаплогруппы N. У образца K14 (37 тыс. л. н.) со стоянки Маркина Гора определена митохондриальная гаплогруппа U2, у образца К12 (32 тыс. л. н.) из Костёнок определена митохондриальная гаплогруппа U2. У палеолитических образцов со стоянки Сунгирь (35,28—31,77 тыс. л. н.) определены митохондриальная гаплогруппа U8c  митохондриальная гаплогруппа U2 (3 образца)
. У обитателей Дольни-Вестонице (31 155 л. н.) определены митохондриальные гаплогруппы U5, U8c, U. Гаплогруппа M была определена у позднепалеолитических обитателей бельгийской пещеры Гойе (Goyet), живших ок. 34 тыс. л. н., у позднепалеолитического обитателя из Ла-Рошет (La Rochette) во Франции, жившего 28 тыс. лет назад, у образца Ostuni1 возрастом ок. 27 тыс. л. н. (граветт Италии).
Примерно 14,5 тысяч лет назад, когда льды стали отступать, эти линии охотников-собирателей в Европе почти полностью исчезли, уступив место новым пришельцам, как с Ближнего Востока, так и северным евразийцам и прочим популяциям кроманьонцев.
Аборигены Европы 8 тыс. лет назад имели гаплогруппу U5b
Многие европейцы являются потомками жителей Ближнего Востока (согласно анализу гаплогруппы Н), переселившихся на запад в эпоху неолитической революции. Вторая миграционная волна предположительно связана с распространением индо-европейских народов с территории южной России (курганная гипотеза). Высокое генетическое сходство народов с побережья Средиземного моря объясняется греческой колонизацией I тыс. до н. э. 

## Y-хромосомная ДНК
У образцов ВВ7-240 и CC7-335 из пещеры Бачо Киро возрастом более 45 тыс. л. н. генетики определили митохондриальную гаплогруппу N и Y-хромосомную гаплогруппу C1 (C-F3393)
Образец Oase 1 (40 тыс. л. н.) из пещеры Пештера-ку-Оасе был обладателем Y-хромосомной гаплогруппы K2a*. У образца K14 (37 тыс. л. н.) со стоянки Маркина Гора определена Y-хромосомная гаплогруппа C1b, у образца К12 (32 тыс. л. н.) из Костёнок определена Y-хромосомная гаплогруппа CT. У палеолитических образцов со стоянки Сунгирь (35,28—31,77 тыс. л. н.) определена Y-хромосомная гаплогруппа C1a2. У обитателей Дольни-Вестонице (31 155 л. н.) определены Y-хромосомные гаплогруппы CT (notIJK), BT, F, C1a2.
Для современного населения Западной Европы характерна гаплогруппа R1b (2/3 мужского населения). Высокой концентрации она достигает у изолированного народа басков. Предполагается, что носители этих генов обосновались в Европе со времен Ледникового периода, затем они образовали культуру колоколовидных кубков. Англичане, ирландцы и испанцы оказались генетически более однородными, чем это считалось прежде.
Гаплогруппа R1a характерна для Восточной Европы (славяне), но также и для Средней Азии, ассоциируется с индо-европейскими народами.
Гаплогруппа I характерна как для Скандинавии (I1), так и для Балканского полуострова (I2). По всей видимости, именно она преобладала у мезолитического населения Центральной и Северной Европы (догерманский субстрат).
Для жителей северо-востока Европы (финны) характерна гаплогруппа N1a1, которая имеет сибирское происхождение.
Средиземноморскими гаплогруппами считаются Е и J, предки которых заселили Европу в эпоху древних цивилизаций с территории Ближнего Востока.